# Ол Дойньо Самбу
Ол Дойньо Самбу (на английски: Ol Doinyo Sambu) е вулкан във високопланинските кратерни земи, заемащи територии по протежение на попадащата в Танзания част от Източноафриканската рифтова долина. Това е зона, в която се срещат Африканската и Сомалийската литосферни плочи. Тяхното бавно раздалечаване е довело до формирането на голям разлом и поредица от планински и вулканични образувания. Тези структури са създадени при масивно подземно повишаване на налягането по време на формирането на разлома.

## Описание
Ол Дойньо Самбу (Планината на слоновете) е един от най-северните вулкани в Танзания, чиито северни склонове попадат на територията на Кения. Представлява широк куполообразен щитовиден вулкан с рязко отсечени източни склонове. На върха западната и източната му части оформят широк, разлят купол. От запад постепенно и плавно се издига над равнината Салей, а източните му склонове са отсечени и разкриват 1200-метрови стръмни скали, извисяващи се над езерото Натрон. По-голямата част от вулканичния фланг под тези скали, лежи под нивото на езерото.

## Параметри
Ол Дойньо Самбу се издига на 2043 m надморска височина. Източните му склонове се намират и на 1400 m над околния терен, а западните – на 700 m. Диаметърът на основата му е 42 km. На върха му не се забелязва наличието на кратер. Предполага се, че за последен път е изригнал в периода между горния плиоцен и средния плейстоцен.

## Геология
Вулканът е изграден главно от напластявания от оливинов базалт, придружени от вторични трахибазалти и фонолити. Срещат се и фенокристали от авгит, оливин и лабрадорит. Малко на юг от границата с Кения, лавата, която се е изляла в по-ниските околни части на разлома, съдържа кварцит. Склоновете на рифта са изградени от базалт, осеян с лещовидни образувания от туфи и агломерати по протежение на 4 до 6 km северно от делтата на р. Пениндж. На 200 m от върха, между базалтовите скали, се откриват вмъкнати езерни седименти. Базалтовите пластове над тях са образувани преди последната ледникова епоха, което означава, че върхът на вулкана е формиран преди около 5,5 милиона години.
На запад и югозапад от вулкана, по прилежащите хълмове и в околността се наблюдават оголени скали от нефелин и оливин. В ниските части на северните склонове, непосредствено до границата с Кения се откриват застинали разливи от оливинов базалт, примесени с биотит-оливинови нефелини (анкаратрит). На западния бряг на езерото Натрон се намира малък базалтов хълм, издигащ се над по-късните седиментни скали.
През 1922 година Е. Кренкел, цитирайки и трудовете на Л. Финк от 1903, прави анализ на трахидолеритите от Ол Дойньо Самбу като ги съпоставя с подобни скали от връх Мауензи в Килиманджаро и отчита, че и двата вида са еднакви като композиция.

## Население
Вулканът и околните територии са населени от племето масаи.